# Julie Towers
Julie Towers (Taree, 19 december 1973) is een Australisch hockeyster. 
Towers werd met haar ploeggenoten in 1998 wereldkampioen.
Towers werd in 2000 in eigen land olympisch kampioen.

## Erelijst
- 1998 –  Wereldkampioenschap in Utrecht
- 1999 –  Champions Trophy in Brisbane
- 2000 –  Champions Trophy in Amstelveen
- 2000 –  Olympische Spelen in Sydney
- 2001 –  Champions Trophy in Amstelveen
- 2002 – 4e Champions Trophy in Macau
- 2002 – 4e Wereldkampioenschap in Perth
- 2003 –  Champions Trophy in Sydney
- 2004 – 5e Olympische Spelen in Athene